# Mangora amchickeringi
Mangora amchickeringi es una especie de Arachnida del género Mangora, de la familia Araneidae, del orden Araneae.

## Distribución
Mangora amchickeringi se distribuye por Panamá, Colombia, Venezuela y Trinidad y Tobago.

## Taxonomía
Fue descrita científicamente por Herbert Walter Levi en 2005. Fue publicado por primera vez en Chickering, A. M. (1954). The spider genus Mangora (Argiopidae) in Panama. Bulletin of the Museum of Comparative Zoology 111(5): 193-215.